# Мергелян Сергій Микитович
Сергій Микитович Мергелян (вірм. Սերգեյ Մերգելյան; 1928—2008) — математик, член-кореспондент АН СРСР (з 1953 року, з 1991 — РАН), дійсний член АН Вірменської РСР (з 1956 року, з 1993 року — НАН РА).
Лауреат Сталінської премії (1952), кавалер ордена Святого Месропа Маштоца (2008).
Наймолодший доктор наук в історії СРСР (ступінь присуджено на захисті кандидатської дисертації у віці 20 років), наймолодший член-кореспондент АН СРСР (звання присвоєно у віці 24 роки).
Протягом навчання в аспірантурі 20-річний Мергелян розв'язав одну з фундаментальних проблем математичної теорії функцій, яка не знаходила свого рішення протягом понад 70 років. Доведена ним теорема про можливість рівномірної поліноміальної апроксимації функцій комплексної змінної визнана класичною, і вона включена в курс Теорії функцій. Мергелян стояв біля витоків розвитку обчислювальної техніки у Вірменії.

## Біографія

### Ранні роки
Сергій Мергелов народився 19 травня 1928 року у Сімферополі у вірменській сім'ї. Його батьки: батько — Микита (Мкртич) Іванович Мергелов, — колишній приватний підприємець (непман), мати — Людмила Іванівна Виродова — дочка керуючого Азово-Чорноморським банком, розстріляного в 1918 році. У 1936-му батько Сергія будував паперову фабрику в місті Єлець, але скоро разом з родиною був висланий у сибірське селище Нарим, Томської області. У сибірській мерзлоті Сергій переніс тяжку хворобу і вижив дивом. 1937 році мати з сином за рішенням суду були виправдані і повернулися в Керч, а в 1938 році Людмила Іванівна домоглася (у генерального прокурора СРСР А. Я. Вишинського) реабілітації чоловіка. У 1941 році, у зв'язку з наступом гітлерівських армій на Південь, сім'я Мергелових покинула Керч і облаштувалася в Єревані.

### Навчання
До початку війни Сергій жив у Росії, навчався в керченській середній школі. Коли наприкінці 1941 році його сім'я евакуювалася з Керчі в Єреван, він потрапив у зовсім незнайому середу, вірменською він не володів.
Сергій навчався в Єреванській школі імені Мравяна. Незабаром він відзначився своїми здібностями. У 1943 році на республіканській фізико-математичній олімпіаді Сергій посів перше місце. У 1944 році він (в 16 років), здавши екстерном іспити за 9-10 класи, закінчив школу і відразу ж вступив на фізико-математичний факультет Єреванського державного університету (ЄрДу).
Слід зазначити, що молодий талант мав ще і красивий голос: він стояв перед серйозним вибором між кар'єрою вченого і оперного співака.
Мергелян звернув на себе увагу і в університеті, де він за рік склав іспити за перший і другий курси і почав відвідувати лекції академіка Арташеса Шагіняна, засновника вірменської математичної школи, навчаючись вже на третьому курсі.
Крім навчання і роботи в семінарі, Мергелян викладав у математичному гуртку при єреванському Палаці піонерів. Там він дав повну волю фантазії, пишучи для хлопців задачі-головоломки, проводячи змагання з розв'язування особливо складних завдань, влаштовуючи математичні ігри тощо. П'ятирічний курс університету він пройшов за три роки; на першому курсі він провчився всього кілька днів, потім екстерном здав іспити і відразу перейшов на другий, і в 1947 р. отримав диплом про вищу освіту. Тоді ж він відновив споконвічне прізвище по батьківській лінії і отримав диплом вже як Сергій Микитович Мергелян.
Після закінчення ЄрДу (в 1947 р.) Мергелян вступає до очної аспірантури Математичного інституту ім. В. А. Стеклова АН СРСР до Мстислава Всеволодовича Келдиша. Попри свою колосальну зайнятість Келдиш приділяв особливу увагу своєму новому аспіранту. Зустрічалися вони переважно у Келдиша вдома, о 8-9 годині вечора, і вели довгі бесіди про математичні проблеми.
Мергелян дисертацію на здобуття ступеня кандидата фізико-математичних наук написав за півтора року. Захист відбувся в 1949 році і пройшов блискуче. Після півторагодинного засідання, вчена рада оголосив про присвоєння Мергеляну ступеня доктора фізико-математичних наук. Хоча сам Мергелян представив на захист кандидатську дисертацію, всі три офіційні опоненти — академіки Михайло Олексійович Лаврентьєв, Сергій Михайлович Нікольський і член-кореспондент Олександр Осипович Гельфанд — клопотали перед Вченою радою про присвоєння докторського ступеня. Клопотання опонентів задовольнили (для цього потрібно було зателефонувати членам докторської ради, на що й пішов час), і Сергій Мергелян у 20 років (на 21 році) став наймолодшим доктором фізико-математичних наук в СРСР.

### Кар'єра

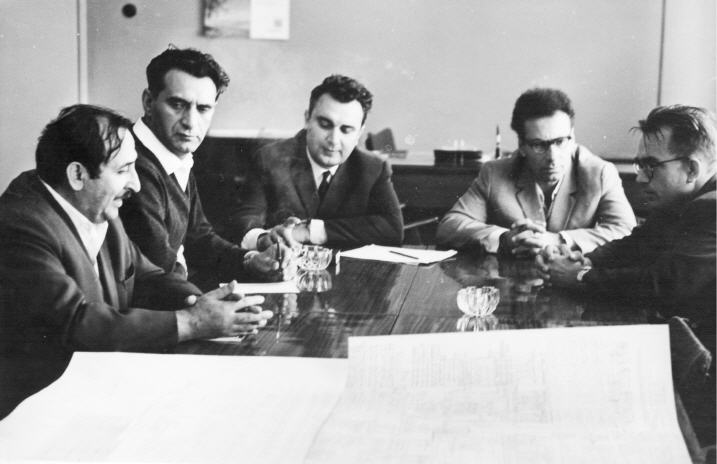
С. М. Мергелян і Петросян Ашот Везірович з академіком Глушковим в Обчислювальному центрі АН Вірменської РСР

Закінчив Єреванський університет в 1947 році. В 1945—1957 працював в Єреванському університеті, в 1954—1958 і 1964—1968 — у МДУ імені М. В. Ломоносова.
Мергелян був також талановитим організатором науки. 14-го липня 1956 р. був заснований Єреванський науково-дослідний інститут математичних машин (ЄрНДІММ), який він очолив У 1956-60 рр. Незабаром інститут став популярний як «інститут Мергеляна». Ця неофіційна назва зберігається і досі У 1957 році за ініціативою Мергеляна було засновано Обчислювальний центр Академії наук Вірменської РСР, нині Інститут інформатики і проблем автоматизації. Він став першим директором інституту. У 1961 році повернувся до галузі чистої математики — відновив роботу в московському Математичному інституті ім. В. А. Стеклова АН СРСР. В 1963 році його обрали заступником академіка-секретаря відділення математики АН СРСР (М. М. Боголюбова). У 1964 — призначили завідувачем відділу комплексного аналізу в Математичному інституті — на посаду, яку він зберігав до 2002 року, в тому ж році він був відновлений на посаді професора механіко-математичного факультету МДУ.
У 1968-му знову залишив посаду професора факультету і зайнявся тільки науковою роботою. Мергелян «виїзний», часто бував у закордонних відрядженнях. У 1970 році виступив в якості запрошеного доповідача на Міжнародному конгресі математиків у Ніцці. Коли йому було всього 24 роки, він став членом-кореспондентом Академії наук СРСР (нині Російської академії наук), що, зважаючи на молодий вік, є ще одним абсолютним рекордом серед учених СРСР. Він був символом молодого вченого в колишньому СРСР. Індіра Ганді, серед інших відомих людей в СРСР і за кордоном, була другом Мергеляна з початку 1950-х років. У 1978 році, після свого офіційного візиту в Москву, Ганді також здійснила приватний візит у Єреван, як гість Мергеляна. Мергелян заснував і в 1961-71 роках керував Відділом комплексного аналізу Інституту математики АН СРСР, будучи заступником академіка-секретаря відділення математики АН РСР. У 1971-74 рр. він був віце-президентом АН Вірменської РСР, 1974-79 рр. — директором Обчислювального центру АН Вірменської РСР (нині Інститут проблем інформатики та автоматизації), в 1979-82 рр. був завідувачем відділу Інституту математики АН Вірменської РСР, а в 1982-86 рр. був ректором Кіроваканського Педагогічного інституту. В 1956—1960 — директор науково-дослідного інституту математичних машин і Обчислювального центру АН Вірменської РСР. У 1971—1974 С. Н. Мергелян — віце-президент АН Вірменської РСР.
Депутат ВР Вірменської РСР 5-го і 8-го скликань. У 1955 році підписав «Лист трьохсот».
У 1990 році виїхав викладати в Корнельський університет, де працював до 1993 року. Повернувся в Москву, але в 1996 р. виїхав у США, де до кінця життя жив у родині сина.

## Наукові роботи
Основні праці Мергеляна — теорема функцій комплексної змінної, теорія апроксимації, потенціалу та гармонійних функцій. У 1951 році він розв'язав задачу про наближення неперервних функцій поліномами, а незабаром — апроксимаційну проблему Бернштейна. Ця теорема завершила довгу серію досліджень, розпочату в 1885 р. і складену з класичних результатів Карла Вейєрштрасса, Карла Рунге, Дж. Волша, Михайла Лаврентьєва, Мстислава Келдиша та інших. Нові терміни «Теорема Мергеляна» та «Множини Мергеляна» знайшли своє місце в підручниках і монографіях з теорії наближень. Його розробками стали вивчення задачі про наближення неперервних функцій, що задовольняють властивостям гладкості, для довільної множини (1962) і розв'язання апроксимаційної проблеми Бернштейна (1963 р.). Мергелян провів глибокі дослідження і отримав цінні результати в таких галузях як найкраще наближення багаточленами на довільному континуумі, вагові наближення багаточленами на дійсній осі, точкове наближення багаточленами на замкнених множинах комплексної площини, рівномірне наближення гармонійними функціями на компактних множинах і цілими функціями на необмеженому континуумі, єдиність гармонійних функцій. В теорії диференціальних рівнянь його результати відносилися до сфери задачі Коші та деяких інших питань. Наукові досягнення Мергеляна істотно сприяли становленню, розвитку і міжнародному визнанню вірменської математичної школи, про що свідчила організована в Єревані в 1965 року за ініціативою і за активної участі С. Мергеляна велика міжнародна конференція з теорії функцій. У роботі конференції взяли участь багато видатних математиків світу, що сприяло міжнародному співробітництву та подальшому просуванню вірменської математичної школи.

## Смерть
Сергій Мергелян помер 20 серпня 2008 року. Церемонія прощання з ним відбулася 23 серпня 2008 року на цвинтарі в Глендейлі, в Каліфорнії. За бажанням покійного його прах був перевезений до Москви і похований на Новодівочому кладовищі поряд з матір'ю і дружиною.

## Нагороди та премії
- Сталінська премія другого ступеня (1952) — за роботи з конструктивної теорії функцій, завершені статтею «Деякі питання конструктивної теорії функцій», опублікованою в «Працях Математичного інституту імені В. А. Стеклова Академії наук СРСР» (1951).
- Орден Святого Месропа Маштоца (26.05.2008). До 80-річчя математика генеральний консул Вірменії в США вручив орден і зачитав послання президента Вірменії Сержа Саргсяна[12].
- Орден Трудового Червоного Прапора (17.09.1975).

## Праці
- «Деякі питання конструктивної теорії функцій» (Праці Математичного інституту АН СРСР, т. 3, 1951)
- «Рівномірні наближення функцій комплексної змінної» (Успіхи математичних наук, т. 8, вип. 2, 1952),
- «Про повноту систем аналітичних функцій» (Успіхи математичних наук, т. 7, вип. 4, 1953)